# Нечаевский сельсовет (Новосибирская область)
Нечаевский сельсовет — сельское поселение в Тогучинском районе Новосибирской области Российской Федерации.
Административный центр — посёлок Нечаевский.

## История
Статус и границы сельского поселения установлены Законом Новосибирской области от 2 июня 2004 года № 200-ОЗ «О статусе и границах муниципальных образований Новосибирской области»

## Население
| 2002 | 2010 | 2012 | 2013 | 2014 | 2015 | 2016 |
| ---- | ---- | ---- | ---- | ---- | ---- | ---- |
| 1056 | ↘951 | ↘928 | ↘896 | ↗924 | ↗934 | ↘924 |
| 2017 | 2018 | 2019 | 2020 | 2021 |      |      |
| ↘920 | ↘912 | ↘899 | ↘877 | ↗878 |      |      |

## Состав сельского поселения
| № | Населённый пункт | Тип населённого пункта          | Население |
| - | ---------------- | ------------------------------- | --------- |
| 1 | Нечаевский       | посёлок, административный центр | ↗878      |